# 變斑隱勢瓢蟲
變斑隱勢瓢蟲（学名：Cryptogonus orbiculus）为瓢蟲科隱勢瓢蟲屬下的一个种。